# André Claveau
André Claveau (29. prosince 1911 Paříž – 4. července 2003 Agen) byl populární francouzský zpěvák, hudebník a herec.
V roce 1958 zvítězil v pěvecké soutěži Eurovision Song Contest se skladbou „Dors, mon amour“ (Spi, má lásko), jejíž hudbu složil Pierre Delanoë a text napsal Hubert Giraud. Stal se nejstarším vítězem soutěže až do roku 1990.
Zahrál si v několika francouzských filmech. Tím nejznámějším byla hudební komedie Francouzský kankán.

## Diskografie
- „Dors, mon amour“

## Filmografie
- Destiny Has Fun (1947)
- Les Vagabonds du rêve (1949)
- Coeur-sur-Mer (1951)
- No Vacation for Mr. Mayor (1951)
- Le Huitième Art et la Manière (1952)
- Les Surprises d'une nuit de noces (1952)
- Un jour avec vous (1952)
- Sins of Paris (1953)
- Saluti e baci (1953)
- Francouzský kankán (1955)
- Prisonniers de la brousse (1960)